# Гаврилова, Юлия Петровна
Ю́лия Петро́вна Гаври́лова (род. 20 июля 1989) — российская фехтовальщица-саблистка, олимпийская чемпионка (2016), 4-кратная чемпионка мира и 4-кратная чемпионка Европы.

## Биография
Родилась в 1989 году в Новосибирске, фехтованием занялась в 1999 году. Закончила Новосибирский государственный педагогический университет. В 2005 году вошла в сборную России.
В 2009 году стала серебряной призёркой чемпионата Европы. В 2010 году стала чемпионкой мира и обладательницей серебряной медали чемпионата Европы. В 2011 году завоевала золотую и серебряную медали чемпионата мира, и две бронзовых медали чемпионата Европы. В 2012 году стала чемпионкой мира и Европы, но на Олимпийских играх в Лондоне заняла лишь 10-е место в личном первенстве. В 2013 году стала чемпионкой Европы. В 2015 году завоевала золотые медали чемпионатов мира и Европы.
14 августа 2016 года впервые в своей карьере выиграла золото вместе со своей командой на Олимпиаде в Рио-де-Жанейро.

## Награды
- Орден Дружбы (25 августа 2016 года) — за высокие спортивные достижения на Играх XXXI Олимпиады 2016 года в городе Рио-де-Жанейро (Бразилия), проявленные волю к победе и целеустремленность[1].